# Mordenate College
Mordenate College is een studievereniging in de Nederlandse stad Leiden die zich richt op "excellente rechtenstudenten". De vereniging is in 1988 opgericht door hoogleraar Hein Schermers en telt rond de 500 leden.

## Karakteristieken
Het lidmaatschap van Mordenate, in de eerste instantie beperkt tot de tien eerstejaars studenten met de hoogste cijfers, staat tegenwoordig open voor alle Leidse rechtenstudenten die bij het cum laude behalen van de propedeuse in beginsel niet ouder zijn dan 21 jaar. Het lidmaatschap is in beginsel "voor het leven", ook als studieresultaten later minder dan een 8 gemiddeld zijn. Het idee achter Mordenate, namelijk extra onderwijs en extra uitdaging voor "bijzondere" rechtenstudenten, vond ook snel navolging aan andere Nederlandse rechtenfaculteiten, in verschillende vormen van "honours"-onderwijs.

## Geschiedenis
Hein Schermers (1928-2006) was sinds 1978 hoogleraar in het recht der internationale organisaties aan de Universiteit Leiden, waar hij zelf ook had gestudeerd en in 1957 was gepromoveerd. Tijdens zijn hoogleraarschap kreeg Schermers mede bekendheid door zijn activiteiten ten behoeve van de studenten, buiten het reguliere onderwijs om. Het meest in het oog springend daarvan was het "klasje van Schermers": naar eigen zeggen ter compensatie van het feit dat ondermaats presterende studenten reeds veel aandacht kregen en bovengemiddeld presterende studenten juist te weinig, nodigde Schermers jaarlijks de tien studenten die hun propedeuse met de hoogste gemiddelde cijfers hadden gehaald bij zich thuis uit voor een diner. Hij begon daarmee in het jaar dat hij decaan van de rechtenfaculteit was (1985-1986); onder het "klasje" van die jaren bevond zich onder anderen de latere voorzitter van het college van bestuur van de Universiteit Leiden, Annetje Ottow.
In 1988 besloot Schermers het "klasje" een institutionele vorm te geven: op 4 november van dat jaar richtte hij de studievereniging Mordenate College op: de naam was een verbastering van het Engelse more than eight, omdat de studenten voor toelating in ieder geval een gemiddelde hoger dan een acht (het minimum voor cum laude) gehaald dienden te hebben. Schermers zette zich met de oprichting van Mordenate af tegen wat hij zag als de "nivellering" en de weerzin tegen "elitevorming" in het Nederlandse onderwijs, en probeerde een alternatief te vinden voor de toegenomen "massaliteit" van het universitaire onderwijs, waardoor "goede" studenten een kans kregen zich te onderscheiden — een idee dat hem op veel kritiek kwam te staan omdat het als "elitair" werd gezien. Volgens Schermers zelf was het juist zo dat hij hiermee de nodige aandacht gaf aan "goede" studenten: "Een slechte student zakt drie keer en dus moet je steeds zijn tentamen nakijken. Bij een goede student ben je in een keer klaar."

## Activiteiten
Het "College" legde zich in de eerste jaren vooral toe op het ontwikkelen van persoonlijke contacten tussen docenten (hoogleraren) en studenten en op het geven van extra colleges (vaak bij Schermers thuis) aan studenten over specifieke onderwerpen. Het oorspronkelijke idee was een soort college naar Oxford/Cambridge-stijl, met "een eigen gebouw met faciliteiten als een bibliotheek en computers voor de geselecteerde studenten" waartoe elk jaar de vijf beste studenten werden toegelaten; dat is er echter nooit gekomen. Inmiddels organiseert de vereniging ook veel andere activiteiten, zoals reizen, lezingen en congressen. De jaarlijkse "Open lezing", die ook openstaat voor niet-leden, werd verzorgd door onder anderen Sacha Prechal, Bart Jan van Ettekoven, Alex Brenninkmeijer, Jos Silvis en Jan Peter Balkenende. Ook organiseerde de vereniging congressen over onder andere "Recht en gezondheid" en "Recht en technologie"; naar aanleiding van de congressen wordt vaak een bundel met bijdragen over het onderwerp uitgegeven.

## Interne structuur
Het bestuur van Mordenate wordt gevormd door vier studenten (jaarlijks wisselend) en een beschermheer. Sinds het vertrek van Schermers als beschermheer in 1995 fungeert Henk Snijders als bestuurslid-beschermheer. Andere beschermheren zijn Niels Blokker en Kees van Raad. Evert Alkema (1938-2022) was ook beschermheer.

## Bekende leden
- Barend Barentsen, hoogleraar sociaal recht
- Pieter Bekker, advocaat en hoogleraar internationaal publiekrecht
- Peter Blok, rechter en hoogleraar intellectueel eigendomsrecht
- Armin Cuyvers, hoogleraar Europees recht
- Elsemieke Daalder, hoogleraar rechtsgeschiedenis
- Anita van den Ende, topambtenaar
- Olav Haazen, advocaat en hoogleraar privaatrecht
- Sven Koopmans, diplomaat en lid van de Tweede Kamer
- Martin Kuijer, raadsheer in de Hoge Raad
- Kitty Lieverse, advocaat en hoogleraar ondernemingsrecht
- Pieter van Loenen, violist
- Anne Meuwese, hoogleraar staats- en bestuursrecht
- Stefan Sagel, advocaat en hoogleraar sociaal recht
- Jacques Sluysmans, advocaat en hoogleraar onteigeningsrecht
- Teun Struycken, advocaat en hoogleraar Europees privaatrecht, staatssecretaris voor Rechtsbescherming
- Karlijn Teuben, raadsheer in de Hoge Raad
- Janine Ubink, hoogleraar rechtssociologie
- Marten Zwanenburg, hoogleraar oorlogsrecht